# Cloche de l'église de Courant
La cloche de l'église Saint-Martin à Courant, une commune du département de la Charente-Maritime dans la région Nouvelle-Aquitaine en France, est une cloche de bronze datant de 1606. Elle a été classée monument historique au titre d'objet le 5 décembre 1908. 
Inscription : « I.E.IAPPARTIENT AUX HABITANS DE SAINCT MARTIN DE COURRANT 1606 ».